# Istoria Estoniei
Pe teritoriul de astăzi al Estoniei încă din preistorie locuiau proto-europeni, care s-au așezat în zonă la sfârșitul ultimei ere glaciare, acum aproximativ 10500 ani. Aceșia au fost asimiliați de către fino-ugrici. 
Estonia a devenit independentă după ocupația germană, în Războiul Libertății (24 februarie 1918). A fost ocupată de Uniunea Sovietică în iunie 1940 și incorporată cu forța în august 1940. După destrămarea URSS-ului (sfârșitul lui 1990), și-a obținut independența la data de 20 august 1991. 

## Epoca medievală
Estonia a fost printre ultimele țări din Europa rămase necreștinate. Țara a trecut printr-un vast proces de creștinizare, inițiat de germani și danezi prin câteva războaie în 1208, urmând ca aceasta să fie cucerită în 1227. Din Evul Mediu și până în Epoca Modernă, Estonia a fost controlată de diverse puteri nord-europene, precum Danemarca, Suedia, Polonia și în final Rusia. Majoritatea teritoriilor actuale ale Estoniei au fost reorganizate în Terra Mariana (traducere: Pământul Maicii Domnului), un principat sub controlul Bisericii catolice. În 1219, nordul Estoniei a fost ocupat de cruciații danezi, conduși de regele Waldemar II, dar în 1346 aceste teritorii au fost vândute de danezi Ordinului Livonian pentru 10.000 de mărci.
Între 1418 și 1562, Estonia a fost parte a Confederației Livoniene. După Războiul Livonian, nordul Estoniei (partea nordică a Confederației Livoniene, care fusese parte a regatului danez între 1219 și 1346) devine parte a Regatului Suediei, partea sudică intră în componența Poloniei, iar insula Saaramaa revine danezilor.

### Regatul Suediei
În 1629, în urma tratatului de la Altmark, întreaga Livonie (care cuprindea și teritoriul actual al Estoniei) intră în componența regatului Suediei. În 1632, ca urmare a deciziei regelui Gustave II Adolf al Suediei, este îmființată Universitatea de la Tartu.

## Imperiul Rus
În 1710, în cadrul marelui Război al Nordului, teritoriul actual al Estoniei devine parte a Imperiului Rus. Între 1710-1712, o epidemie omoară o mare parte a populației Livoniei. În 1721 este semnat tratatul de la Nystad, care confirmă anexarea întregii Estonii de către Imperiul Rus. În 1715 este tradus Noul Testament în limba estoniană (dialectul sudic), iar în 1739 este tipărită prima Biblie în limba estoniană (dialectul nordic). În 1711 este închisă Universitatea de la Tartu, fiind apoi redeschisă în 1802, toate cursurile fiind predate în limba germană până în anul 1889, când limba rusă devine limbă de studiu. În 1816 este abolită șerbia în Estland (nordul Estoniei actuale), iar în 1819 este abolită în Livonia si Saaremaa.

## Republica Estonia
La 12 aprilie 1917, guvernul rus acordă Estoniei autonomie în limitele lingvistice, iar la 5 iunie 1917 este aleasă dieta estoniană, Maapäev. La 5 noiembrie 1917, liderul bolșevic Jaan Anvelt a realizat o lovitură de stat, uzurpând puterea dietei. În februarie 1918, discuțiile dintre germani și Rusia sovietică eșuează, iar germanii ocupă Estonia. Estonia și-a declarat independența după invazia germană, care a urmat retragerii bolșevicilor din țară. În noiembrie 1918, germanii se retrag complet din țară, dar câteva zile mai târziu, invazia sovietică declanșează Războiul estonian de independență, care va dura până în 1920. În 1921 Estonia este recunoscută ca stat independent.

## RSS Estonă
Estonia a fost ocupată de Uniunea Sovietică în iunie 1940 ca urmare a pactului Ribentrop-Molotov și declarată republică sovietică în august 1940. În final, a devenit independentă doar după dezintegrarea URSS, la data de 20 august 1991. De aceea, 20 august este o sărbătoare de stat în Estonia.

## Estonia după 1990

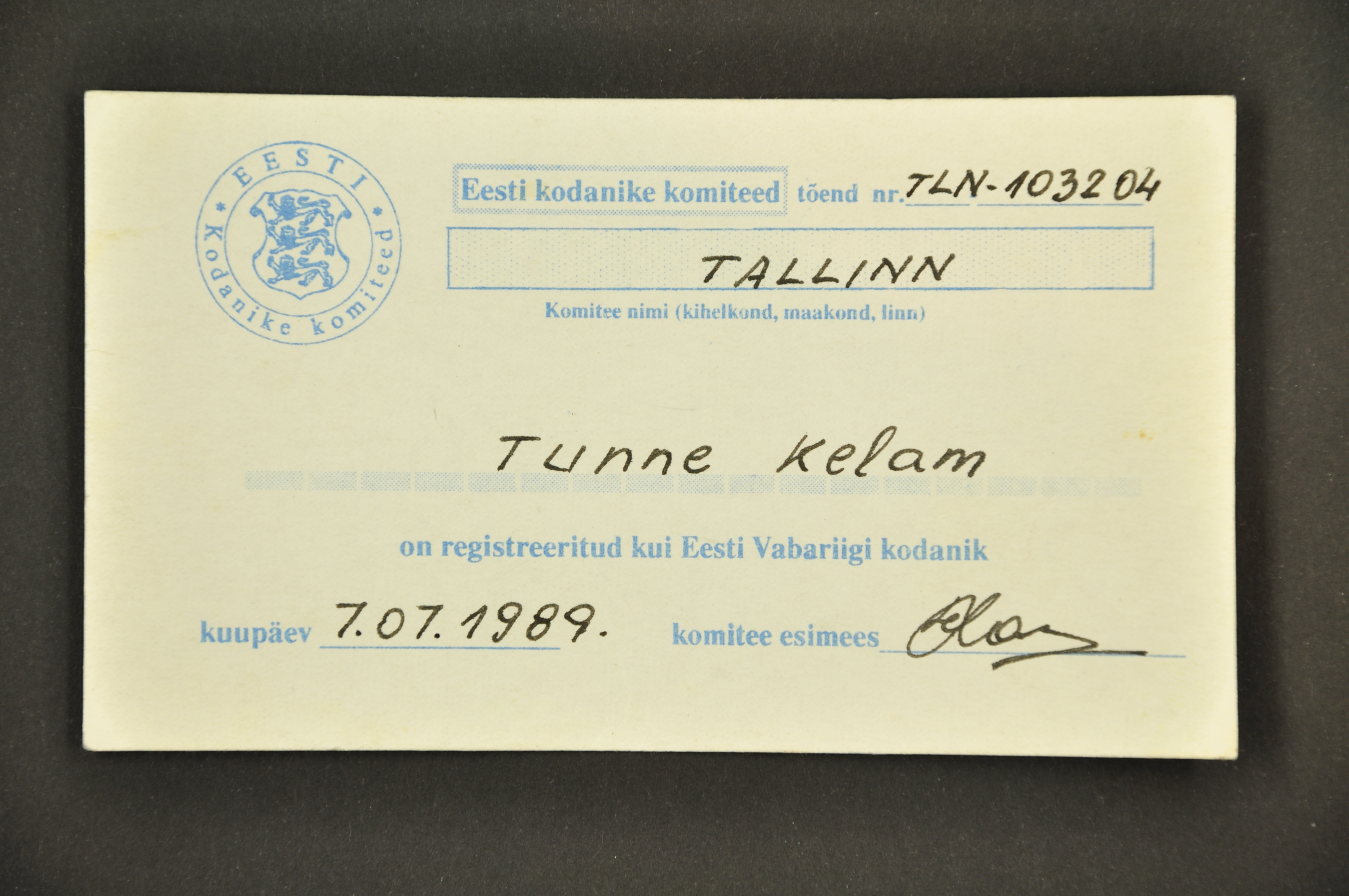
Card de înregistrare pentru cetățenia estoniană din 1989

În anii 1990, Estonia s-a apropiat de Europa Occidentală, fiind legată cultural și istoric cu aceasta. A devenit membră a NATO la 29 martie 2004, a Uniunii Europene la 1 mai 2004 și a Zonei euro la 1 ianuarie 2011.